# Randia lanuginosa
Randia lanuginosa är en måreväxtart som beskrevs av Attila L. Borhidi och García Gonz.. Randia lanuginosa ingår i släktet Randia och familjen måreväxter. Inga underarter finns listade i Catalogue of Life.